# Wychodnia
Wychodnia

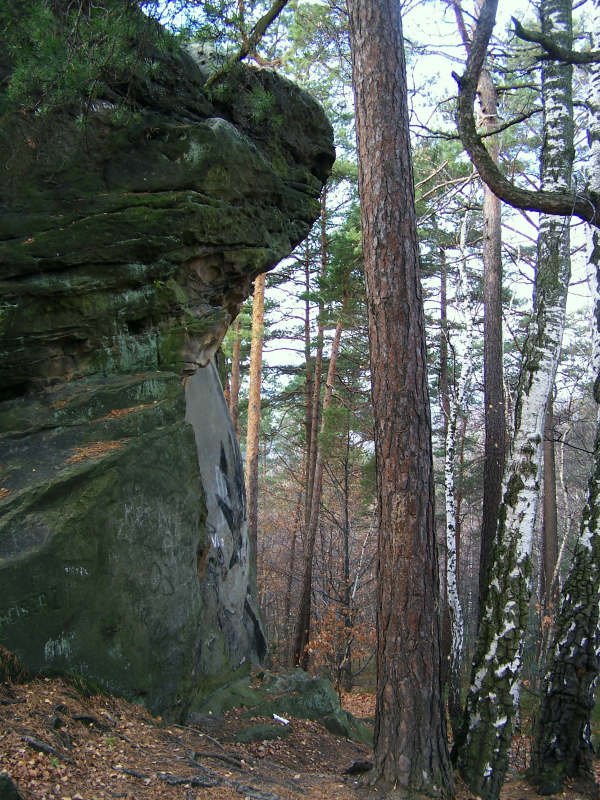
Kamienie Brodzińskiego – wychodnia piaskowców i łupków

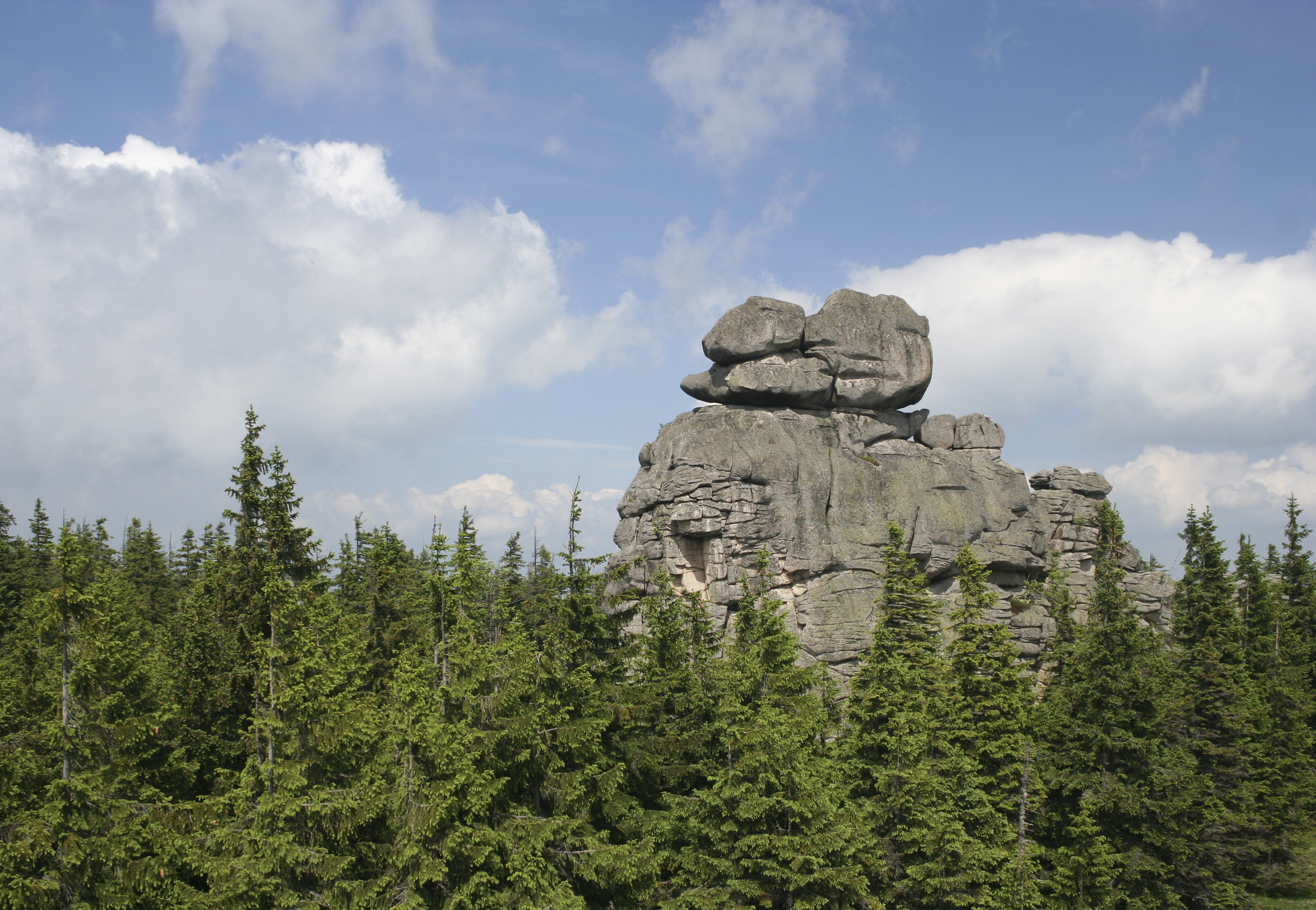
Pielgrzymy – wychodnia granitu karkonoskiego

- w górnictwie: miejsce w terenie, w którym złoże: pokładowe, żyłowe, gniazdowe, soczewkowe, wysadowe (słupowe) i in. wychodzi na powierzchnię ziemi. Autorem tego określenia był XIX-wieczny polski górnik Józef Cieszkowski, a w druku pojawiło się ono po raz pierwszy w roku 1865 r. w „Słowniku górniczym” Hieronima Hilarego Łabęckiego (wychodnia – część pokładu najwyższa, wychodząca aż na powierzchnie gruntu)[1].
- w geologii i geomorfologii: miejsce w terenie, w którym dana skała (ciało, warstwa) wychodzi na powierzchnię ziemi.